# ポールシフト
ポールシフト (英語：pole shift) とは、惑星など天体の自転に伴う極（自転軸や磁極など）が、何らかの要因で現在の位置から移動すること。軸を固定したまま南北の磁性のみが反転する現象については地磁気逆転と呼び区別する。現在の地球では極端な移動こそはないものの、中心核の磁性変動で磁北が1年に約64キロメートルというスピードで東へ向かって移動しているとする研究結果が発表されている。自転軸に関しても、2004年12月26日に発生したマグニチュード9.1のスマトラ島沖地震では、最大で約2センチメートル程度移動した（広義の"ポールシフト"、極運動が発生した）可能性があるとする予測がある。

## 地球科学の分野におけるポールシフト

### 自転軸のポールシフト
月を生成した原因と考えられるジャイアント・インパクト仮説では、原始地球に火星大の原始惑星が衝突したことによって現在の地球と月の組成が成立した他、地球の公転面に対する自転軸の傾斜角（約23.4度）もこの際に確定したとされる。
また天王星は黄道面に対する自転軸の傾き（赤道傾斜角）が97.9°、冥王星は122.5°もあり、ほぼ横倒しの状態になっている。また、金星は178°傾いており、ほぼ逆方向に回転をしている。その原因については不明だが、有力な説では、数十億年前の微惑星や原始惑星の衝突によりポールシフトが起こったのではないかと考えられている。

### 地磁気のポールシフト
地磁気の磁極は、頻繁に変化していることが観測されている。また、海洋プレートに記録された古地磁気の研究（古地磁気学）によって、数万年から数十万年の頻度でN極とS極が反転していることも知られている。この変化は永年変化と呼ばれているが、その原因についてはいまだ明確な説は存在していない。

## オカルト・疑似科学におけるポールシフト

### 回転軸が変わるポールシフト
初期のポールシフト理論は、1958年のチャールズ・ハップグッドの著書The Earth's Shifting Crust と1970年のPath of the Pole により広まった。ハップグッドは、片方、または両方の極に氷が集まりすぎると、地球の回転バランスが不安定になり、コア周囲の外皮のほとんど、またはその全てが滑り、その結果回転軸が変化してバランスが保たれるのではないかと予測した。
この、1万2千年から2万年ごとに発生するポールシフトの結果、激しい気候変動が地球の大半に発生し、赤道地域は温帯に、そして温帯だった地域は赤道や極になるとしている。

### ポールシフトを基にした主張
ポールシフトが頻繁に発生していたという仮説を元に、次のような主張がされている。
『神々の指紋』（グラハム・ハンコック）
かつて南極は温帯にあり、そこがアトランティスだったと主張している。
『衝突する宇宙』（イマニュエル・ヴェリコフスキー）
イザヤ書に記された奇蹟「太陽の逆行」はポールシフトによるものだと主張している。
ポールシフトの予測
エドガー・ケイシーは2001年までにポールシフトが発生すると予言したと言われている。
飛鳥昭雄や五島勉らの著作でもポールシフトへの言及がある。

## ポールシフトが登場するフィクション
ポールシフトは、いくつかのSF（空想科学小説）などの題材として用いられている。

### 小説
『地軸変更計画』（ジュール・ヴェルヌ、1889年）
『月世界旅行』に登場した「大砲クラブ」のメンバーが、北極の石炭鉱床開発のため、かつて月旅行に用いた巨大コロンビヤード砲の技術を応用して地軸を変更し、北極を温暖化しようと試みる。
『地軸作戦』（海野十三、1942年）
マッドサイエンティストの金博士を主人公とする連作の一編。シベリアを領土として抱える某大国から、シベリアから雪と氷を追放することを依頼された金博士は、地軸を回転させてシベリアを温暖化させる。だが、加減を考えていなかったために、今度は熱帯化してしまう。
『七都市物語』（田中芳樹、1986年 - ）
「大転倒」で地球は壊滅。生存者は月に設立された汎人類世界政府によって7つの都市国家に再編される。
『OKAGE』（梶尾真治、1996年）
作中ポールシフトを察知した人の間にOKAGEと呼ばれる存在が現れ、危機を回避する様が書かれる。
『揺籃の星』（ジェイムズ・P・ホーガン、1999年）
ヴェリコフスキー説を肴にした破滅SF。巨大彗星の接近によってスーパープルームが噴出してプレートが急速に成長し、同時に彗星と地球の磁場の相互作用によって短時間に地磁気の反転が繰り返されてその痕跡がプレートに刻み付けられる。
『アトランティスを発見せよ』（クライブ・カッスラー、1999年）
ダーク・ピットシリーズの一編。ダーク・ピットは人為的にポール・シフトを起こして、文明滅亡後の世界の覇権を握ろうとするナチス残党と戦うことになる。
『異形特務空母〈那由多〉』（吉田親司、2004年）
ツングースカに落下した「大怪球」がポールシフトの引き金を引き、アメリカとソ連が崩壊する。

### 漫画
『大空魔王』（手塚治虫、1948年）
大空魔王率いる科学陰謀団が、南極に自分たちの帝国を築くために、地球の地軸を変化させて、南極を温暖化させるとともに日本を寒冷化させようとする。
『銀河少年』（手塚治虫、1953 - 1954年）
北極が突如カナダに移動し、カナダが急速に寒冷化を始める。作中では火星人による地球侵略の陰謀だとする説も出されるが、真相は不明のまま作品は未完に終わっている。
『ムーン・ロスト』（星野之宣、2003年 - 2004年）
地球に衝突する小惑星の軌道をそらす計画の失敗で月が消失。その影響で地軸が不安定になる。
『JIHAI〜磁海〜』（二越としみ、2006年 - 2008年）
二越としみの漫画。進行中のポールシフトを回避するため、地球に環をつけ固定するという方法を選んだ末、広範囲な磁場の異常等いびつな環境となった地球が舞台となっている。
『轟拳ヤマト』（飯島祐輔、2006年 - 2008年）
ロシアの大地を永久凍土から解放するために、ポールシフトを人工的に引き起こそうという計画。スターリンが計画した「ガリレオ計画」に基き戦争を引き起こす。

### アニメ
『未来少年コナン』（1978年）
核兵器よりも強力な超磁力兵器によって地軸が捻じ曲げられた、大地殻変動後の世界を描く。
『トップをねらえ!』（1988年 - 1989年）
作中、太陽系外縁部で人工ブラックホールが超重力崩壊を起こした影響で地軸が歪み、日本は温帯から熱帯に。
『新世紀エヴァンゲリオン』（1995年 - 1996年）
「セカンドインパクト」と呼ばれる南極での大爆発により地軸の変動が発生し、日本は常夏となる。
『バトルアスリーテス大運動会』（1997年 - 1998年）
地球人とのスポーツ勝負に負けたネリリ星人が、悔し紛れに地球を倒してしまう。
『青の6号』（1998年 - 2000年）
環境変動で多くの陸地が水没した地球を舞台に、潜水艦を率いる世界的組織"青"と、ポールシフトにより人類滅亡を企むゾーンダイク博士の水棲生物軍団との戦いを描いたもの。
『タイドライン・ブルー』（2005年）
「ハンマー・オブ・エデン」と呼ばれる天変地異が起こり、地表の90%が海に没し人類の大半が死滅した。
『ゾイドジェネシス』（2005年 - 2006年）
ポールシフトとその後に起こった国家間の戦争により文明が崩壊した惑星Ziの数千年後の話。
『白銀の意思 アルジェヴォルン』（2014年）
大気戦中に散布された戦略マイクロマシン兵器の暴走により、地軸が数度転倒。再活性化を回避するために航空機の使用が全面的に禁忌とされている。

### 映画
『2012』（2009年）
劇中で、地軸が傾くデータが表示されている。

### ゲーム
『イデアの日』（1994年）
「チジクカタムケール」というポールシフトを発生させるものの発動を阻止するのが大きな目標。